# 盧扎城堡

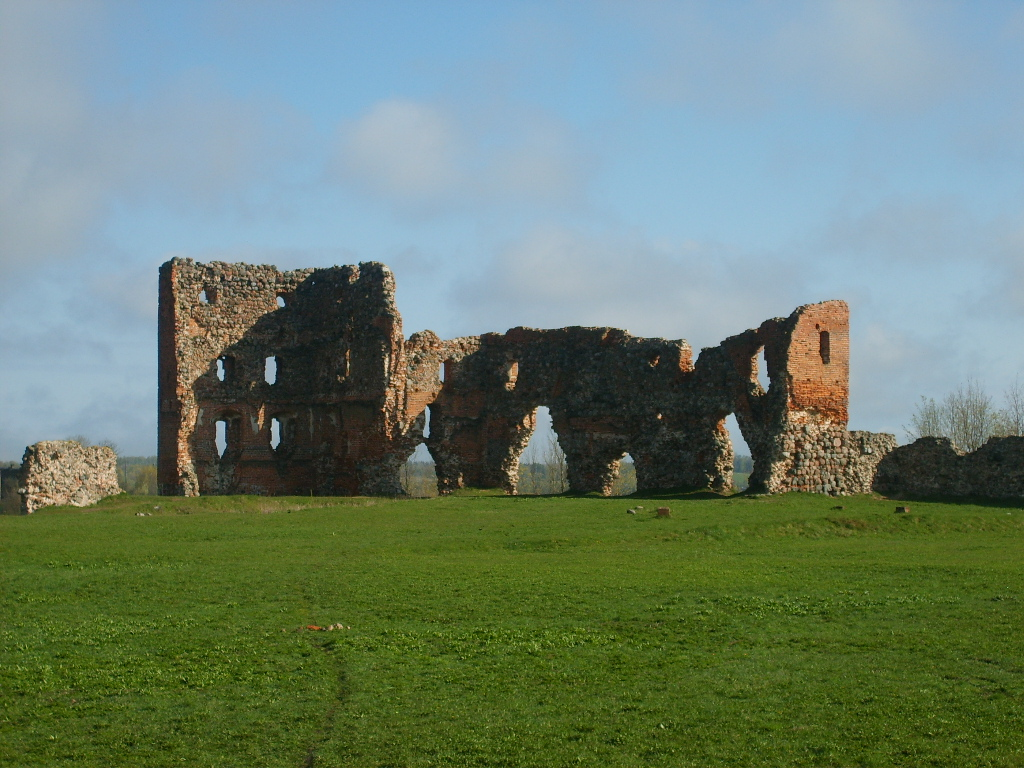

盧扎城堡是拉脫維亞的一座中世紀城堡，外觀為哥德式風格，緊鄰一座天主教教堂。這座城堡位於拉脫維亞東部城鎮盧扎市中心。城堡首次被提及是在1423年。